# 시코쿠 방언
시코쿠 방언(四国方言)은 일본 시코쿠 지방(四国地方)에 해당하는 가가와현(香川県) ・ 도쿠시마현(徳島県) ・ 에히메현(愛媛県)・고치현(高知県)의 4개 현에서 사용되는 일본어의 방언의 통칭이다. 서일본 방언에 포함된다.

## 시코쿠 방언의 하위 구획
- 기타시코쿠(北四国) 방언(가가와 현 ・ 도쿠시마 현 ・ 남부를 제외한 에히메 현)
- 미나미시코쿠(南四国) 방언(서부를 제외한 고치 현)
- 시코쿠 서남부 방언(에히메 현 남부 ・ 고치 현 서부)

이렇게 세 종류로 나누는 것이 대부분이지만, 이 밖에도 시코쿠 서남부 방언을 제외하거나 또는 기타시코쿠 방언과 미나미시코쿠 방언으로 양분하는 경우도 있다.
또한, 고치 방언만을 따로 구분하여 요아사 방언(予阿讃方言)과 고치 방언으로 분류하는 경우도 있다.

## 시코쿠 방언의 악센트
도쿠시마 현 동부와 에히메 현 중부, 고치 현 중동부는 교토식 악센트가 사용되고 있으며, 이 가운데 도쿠시마 현 동부와 고치현 중동부의 악센트는 긴키 중앙부보다 오래 된 시대의 교토 악센트와 가깝다. 가가와 현과 도쿠시마 현 서북부 ・ 에히메 현 도요(東予) 지방에서는 사누키 식 악센트라 불리는 것이 사용되고 있으며, 이를 꽤 오래된 시대의 다른 지역과는 다른 방향으로 변화해 나간 것으로 보이는 악센트가 있다. 한편, 에히메 현 남부 ・ 고치 현 서부에서는 도쿄식 악센트가 사용되고 있다. 또한 남서부의 도쿄 악센트와의 접촉지역이나 시코쿠 산지에서는 다루이식(垂井式) 악센트가 사용되고 있다.
에히메 현 오즈시(大洲市)에서 기호 정(鬼北町), 고치 현 유스하라 정(檮原町)에 걸쳐 형태 구별이 없는 일형식(一型式) 악센트이고 「비」(雨)와 「이」(飴), 「다리」(橋)와 「젓가락」(箸), 「치과의사」(歯医者)와 「폐차」(廢車) 등을 악센트로 구별하는 것이 가능하지만, 악센트가 전혀 없는 것과는 다른 것으로 악센트의 지각은 있는 방언이다.

## 시코쿠 방언의 문법 ・ 어휘
문법이나 어휘의 측면에서는 주변의 긴키 방언(近畿方言) ・ 주고쿠 방언(中国方言) ・ 규슈 방언(九州方言)과의 공통점도 많다. 예를 들어 이유를 나타내는 「ケン・ケー・キニ・キー」 등이나, 「～しよる・しゆー」와 「～しとる・しちょる・しちゅー」 같은 구별은 주고쿠 방언 ・ 규슈 방언과의 공통점도 있고, 게이한(京阪) 악센트를 쓴다는 점에서 긴키 방언과도 공통된다. 또한 동쪽으로 갈수록 긴키 비슷한 문법 ・ 어휘가 많아지며, 서쪽으로 갈수록 히가시규슈(東九州) 비슷한 문법・어휘가 많이 나오는 경향을 보이는 등, 미나미시코쿠 방언과 시코쿠 서남부 방언에는 특징적인 어휘가 특히 많다.

## 같이 보기
- 도쿠시마 현
  - 아와 사투리(阿波弁)
- 가가와 현
  - 사누키 사투리(讃岐弁)
- 에히메 현
  - 이요 사투리(伊予弁)
- 고치 현
  - 도사 사투리(土佐弁)
  - 하타 사투리(幡多弁)

## 참고 문헌
- 《신명해 일본어 악센트 사전》(新明解日本語アクセント辞典) 긴다이치 하루히코(金田一春彦) 감수, 산세이도(三省堂), 2001년 발행 ISBN 4-385-13670-X